# Anales de Lough Cé
Los Anales de Loch Cé o Lough Cé es una crónica medieval de Irlanda. Las entradas cubren desde 1014 hasta 1590. Toman su nombre del lago llamado Lough Key, emplazado en el antiguo reino de Moylurg (hoy Condado de Roscommon que era el centro de poder del Clan MacDermot). Los siglos anteriores se encuentran relatados en los Anales de Boyle.
Gran parte de los anales se atribuyen a miembros del Clan Ó Duibhgeannáin, con algunas enmiendas sobre Brian na Carriag MacDermot, el primer MacDermot de Carrick (m. 1592). El texto está escrito en irlandés, con algunas secciones en latín.